# Кошевая, Марина Владимировна
Мари́на Влади́мировна Кошева́я (род. 1 апреля 1960, Москва) — советская пловчиха, олимпийская чемпионка 1976 года, четырёхкратная чемпионка СССР по плаванию брассом (1976, 1977, 1978). Обладательница Кубка СССР 1976 года. В 1976—1978 годах владела мировым рекордом на дистанции 200 метров брассом (2.33,35). Заслуженный мастер спорта СССР (1976). Награждена орденом «Знак Почёта» (1976).

## Биография
Окончила ГЦОЛИФК. Выступала за ДСО «Юность». Первый тренер — заслуженный тренер СССР Лев Николаевич Порозов. С 1978 года представляла «Буревестник». На Олимпиаде в Монреале выступала в составе советской сборной под руководством Сергея Вайцеховского. Тогда, будучи ещё школьницей, завоевала золотую медаль на дистанции 200 метров брассом и бронзовую — на дистанции 100 метров.
В 1980 году участвовала в эстафете олимпийского огня по Москве.
Александр Галич в 1976 году написал песню «Олимпийская сказка», прообразом спящей царевны в которой стала Марина Кошевая.

### После спорта
С 2014 года по настоящее время принимает активное участие в акциях Всероссийской благотворительной программы «Олимпийские легенды — детям и молодежи России» Российского союза спортсменов.

## Результаты

### Соревнования
предварительные заплывы
| Год  | Соревнование     | Город    | Дистанция   | Дата              | Результат   | Место             | Видео/Фото/ Кинограмма |
| ---- | ---------------- | -------- | ----------- | ----------------- | ----------- | ----------------- | ---------------------- |
| 1976 | Олимпийские игры | Монреаль | 100 м брасс | 22 июля           | 1.14,64     | 1 Q (заплыв 1)    |                        |
| 1976 | Олимпийские игры | Монреаль | 100 м брасс | 23 июля[уточнить] | 1.13,20     | 2 Q (полуфинал 2) |                        |
| 1976 | Олимпийские игры | Монреаль | 100 м брасс | 24 июля           | 1.13,30     | III               |                        |
| 1976 | Олимпийские игры | Монреаль | 200 м брасс | 21 июля           | 2.35,14 OR* | 1 Q (полуфинал 1) |                        |
| 1976 | Олимпийские игры | Монреаль | 200 м брасс | 21 июля           | 2.33,35 WR* | I                 |                        |

| Год  | Соревнование | Город          | Дистанция                          | Дата       | Результат | Место | Видео/Фото/ Кинограмма |
| ---- | ------------ | -------------- | ---------------------------------- | ---------- | --------- | ----- | ---------------------- |
| 1976 | Чемпионат    | Киев           | 100 м брасс                        |            |           | I     |                        |
| 1976 | Чемпионат    | Киев           | 200 м брасс                        |            |           | II    |                        |
| 1976 | Чемпионат    | Киев           | эстафета                           |            |           | I     |                        |
| 1976 | Кубок        | Харьков        | лично                              |            |           | I     |                        |
| 1977 | Чемпионат    | Днепропетровск | 100 м брасс                        |            |           | I     |                        |
| 1977 | Чемпионат    | Днепропетровск | 200 м брасс                        |            |           | III   |                        |
| 1977 | Чемпионат    | Днепропетровск | эстафета                           |            |           | III   |                        |
| 1978 | Чемпионат    | Москва         | 100 м брасс                        | 6—10 июля  | 1.13,31   | II    |                        |
| 1978 | Чемпионат    | Москва         | 200 м брасс                        | 6—10 июля  | 2.36,12   | III   |                        |
| 1978 | Чемпионат    | Москва         | эстафета 4×100 м (комбинированная) | 6—10 июля  | 4.26,26   | I     |                        |
| 1979 | Спартакиада  | Москва         | эстафета 4×100 м (комбинированная) | 25—31 июля | 4.23,90   | II    |                        |

### Комментарии
1. ↑  Состав команды Москвы: Ирина Будылина, Марина Кошевая, Тамара Шелофастова, Лариса Царева
2. ↑  Состав команды Москвы: Ирина Будылина, Марина Кошевая, Алла Грищенкова, Ольга Клевакина